# Lüliang
Lüliang (chiń. 吕梁; pinyin Lǚlíang) – miasto o statusie prefektury miejskiej w środkowych Chinach, w prowincji Shanxi. Prefektura miejska w 1999 roku liczyła 3 345 399 mieszkańców.